# Laphria benardi
Laphria benardi är en tvåvingeart som beskrevs av Villeneuve 1911. Laphria benardi ingår i släktet Laphria och familjen rovflugor. Inga underarter finns listade i Catalogue of Life.